# Neapodops floridanus
Neapodops floridanus är en insektsart som beskrevs av Slater och Baranowski 1970. Neapodops floridanus ingår i släktet Neapodops och familjen bärfisar. Inga underarter finns listade i Catalogue of Life.